# Retro Gamer
Retro Gamer es una revista británica, publicada en todo el mundo, que abarca videojuegos retro. Fue la primera revista comercial dedicada exclusivamente al tema. Lanzado en enero de 2004 como una publicación trimestral, Retro Gamer pronto se convirtió en mensual. En 2005, una disminución general en el número de lectores de revistas de juegos y computadoras condujo al cierre de sus editores, Live Publishing, y los derechos de la revista fueron adquiridos posteriormente por Imagine Publishing. Fue adquirida por Future plc el 21 de octubre de 2016, luego de la adquisición de Imagine Publishing por parte de Future.

## Historia
Las primeros 18 ediciones de la revista vinieron con un coverdisk. Por lo general, contenía remakes gratuitos de videojuegos y emuladores retro, pero también videos y software comercial gratuito para PC como The Games Factory y The Elder Scrolls: Arena. Algunos números tenían CD temáticos que contenían el catálogo completo de una editorial como Durell Llamasoft y Gremlin Graphics.
El 27 de septiembre de 2005, la editorial original de la revista, Live Publishing, entró en bancarrota. Los foros en línea oficiales de la revista describieron a la revista como "terminada" poco antes de la publicación de la edición 19. Sin embargo, los derechos de Retro Gamer fueron comprados por Imagine Publishing en octubre de 2005 y la revista se volvió a lanzar el 8 de diciembre de 2005.
Retro Survival es una revista comercial de juegos retro creada por los escritores independientes de Retro Gamer cuando se derrumbó Live Publishing. El CD se publicó en noviembre de 2005 y contiene artículos que habrían aparecido en el número 19 de Retro Gamer, así como varios extras, incluido un prólogo del periodista de juegos de celebridades Mr Biffo.
En junio de 2004, se incluyó un tributo a Zzap!64, "The DEF Tribute to Zzap!64", que celebra el vigésimo aniversario de la revista centrada en Commodore 64.
Incluye entrevistas con los principales programadores de los años 80 y 90, como David Crane, Matthew Smith y Archer MacLean. Las columnas regulares también incluyen Back to the 80s and 90s, Desert Island Disks (qué juegos llevaría una celebridad de juegos a una isla desierta) y From the Archives (un perfil de un desarrollador o editor de juegos en particular).
'Making Of' es una característica recurrente en la que se entrevista a desarrolladores conocidos sobre el proceso de creación y diseño detrás de sus juegos. Los títulos clásicos cubiertos en números anteriores incluyen Breakout (Steve Wozniak), Dungeon Master (Doug Bell), Smash TV (Eugene Jarvis), Starfox (Jez San), Rescue on Fractalus! (David Fox/Charlie Kellner), Prince of Persia (Jordan Mechner), Berzerk (Alan McNeil), The Hitchhiker's Guide to the Galaxy (Steve Meretzky), Crystal Castles (Franz X. Lanzinger), Tetris (Alexey Pajitnov), Sheep in Space (Jeff Minter) Out Run (Yu Suzuki) y Splat! (Ian Andrew).
El número 48 (febrero de 2008) contenía una entrevista exclusiva con el creador de Manic Miner Matthew Smith, escrito por el freelancer Paul Drury después de una visita a la casa de la familia de Smith en Liverpool.
En marzo de 2010 (número 75), John Romero colaboró con Retro Gamer, asumiendo el papel de "Editor invitado", asumiendo el cargo del editorial de la revista y transmitiendo su propio estilo único a varios de sus artículos y temas favoritos en toda la revista.
En el número 91 (junio de 2011), Paul Drury entrevistó a Paco Suárez y Paco Portalo para el artículo 'Making of Bugaboo (The flea)', en el que se reflejaba el impacto que tuvo en el Reino Unido la publicación de 'Bugaboo' en 1983.
La revista celebró su número 150 en enero de 2016 y, a partir de noviembre de 2016, el personal está compuesto por el Editor Darran Jones, el Editor de Producción Drew Sleep, el Redactor Senior Nick Thorpe y el Diseñador Sam Ribbits.
La revista publica sus propios videos de presentación preliminar en su canal de YouTube, con el editor Darran Jones y el editor de producción Drew Sleep como anfitriones.

## Versión española
En España la revista es publicada por Axel Springer, también editora de Hobby Consolas.
La revista es trimestral en España, a un precio de 6,99 euros.
A 3 de octubre de 2021 el último número es el 37, con Sonic The Hedehog en portada.

## Versión digital
A lo largo de los años, se han lanzado tres DVD con 25 a 30 ediciones cada uno:
- Retro Gamer eMag Load 1[6]

(contiene las ediciones 1 a 30)
- Retro Gamer eMag Load 2[7]

(que contiene las ediciones 31 a 55)
- Retro Gamer eMag Load 3[8]

(contiene ediciones 56 a 80)
Retro Gamer ahora está disponible como una aplicación de iOS y se puede descargar en iPhone y iPad.

## Premios
Retro Gamer ganó la Mejor Revista en los Games Media Awards de 2010.